# اد نلسون
اد نلسون (انگلیسی: Ed Nelson; ۲۱ دسامبر ۱۹۲۸ – ۹ اوت ۲۰۱۴) یک هنرپیشه اهل ایالات متحده آمریکا بود.

## گزیده فیلمشناسی
از فیلم‌ها یا برنامه‌های تلویزیونی که وی در آن نقش داشته‌است می‌توان به آثار زیر اشاره کرد.
- المر گنتری (فیلم) (۱۹۶۰)
- محاکمه در نورنبرگ (۱۹۶۱)
- فرودگاه ۱۹۷۵ (۱۹۷۴)
- میدوی (فیلم) (۱۹۷۶)
- دانشکده پلیس ۳ (۱۹۸۶)
- هیئت منصفه فراری (۲۰۰۳)